# 林颐
林颐（1969年3月3日—），广东广播电视台节目主持人、歌手，与郑达、陈扬、何浩鹏并称为广东广播界的“四大名嘴”。

## 经历
林颐出生于广东茂名，曾就读于电白水东中学，毕业于广东省经济管理干部学院。1991年加入广州电台，以活泼风格主持节目《馬路福星》而嶄露頭角，1995年，林颐进入广东电台音乐台（现广东电台音乐之声），主持《马路探长》、《假日指南》、《安民告示》等多个节目。1998年10月，由林颐一手策划和主持的节目《天生快活人》开播，在青少年听众群体中广受欢迎，成为广东省内收听率最高的电台节目之一。
2000年，推出了首张个人专辑《快活林颐 Orange Lam》，反响热烈，2001年10月，发行第二张个人专辑《ParaPara Update Mall 林颐冲向前》。2002年，推出第三张专辑《墨尔本的翡翠》，其中同名主打歌由广州音乐人黄志远创作，并请来当时的广州乐坛新人张敬轩负责编曲，甫一发行便拥有较高的传唱度，成为其乐坛代表作，更被改编为舞台剧、广播剧。2004年，发行第四张专辑《天天精彩》，在广州天河体育馆举行首场个人演唱会《林颐天天精彩演唱会》。2008年，发行第五张专辑《收音机里的人》，为庆祝《天生快活人》开播10周年，在广州军区体育馆举行第二场个人演唱会《十分快活十分爱 林颐搞唱会》，邀请张敬轩、黄伊汶担任嘉宾。2013年10月，为庆祝《天生快活人》开播15周年，在广州天河体育馆举行《继续快活我撑你 林颐慈爱演唱会》，2014年起更在广东各地举行巡演。
2014年3月3日起，任广州电视台节目《G4出动》（新闻日日睇）主持。

## 節目主持
- 1995年： 《天生快活人》（广东电台）
- 2014年： 《G4出动.新闻日日睇》（广州电视台）

## 曾主持節目
- 《马路福星》（广州电台）
- 《马路探长》（广东电台音乐之声）
- 《假日指南》（广东电台音乐之声）
- 《安民告示》（广东电台音乐之声）

## 發行專輯
- 2000年：《快活林颐 Orange Lam》
- 2001年：《ParaPara Update Mall 林颐冲向前》
- 2002年12月1日：《墨尔本的翡翠》
- 2003年12月1日：《天天精彩》
- 2008年8月29日：《收音机里的人》

## 單曲
林頤不定時會為其所主持的節目《天生快活人》錄製主題曲，由於常常只在每天節目開始前播放，導致大多數歌曲的播放次數較少，並不那麼為人所知，亦不公開發行。但林頤與天生快活家族成員錄製的個別歌曲，亦曾收錄在節目《天生快活人》的紀念專輯中。

## 广播剧
- 《墨尔本的翡翠》饰 强叔
- 《墨尔本的翡翠》香港版 饰强叔

## 外部連結
- 林颐的新浪微博
- 天又天文化传播有限公司林颐簡介 （页面存档备份，存于）